# 잃어버린 계절
잃어버린 계절은 1971년 공개된 대한민국의 영화이다.

## 배역
- 신성일
- 문희